# Karl-Heinz Wirzberger

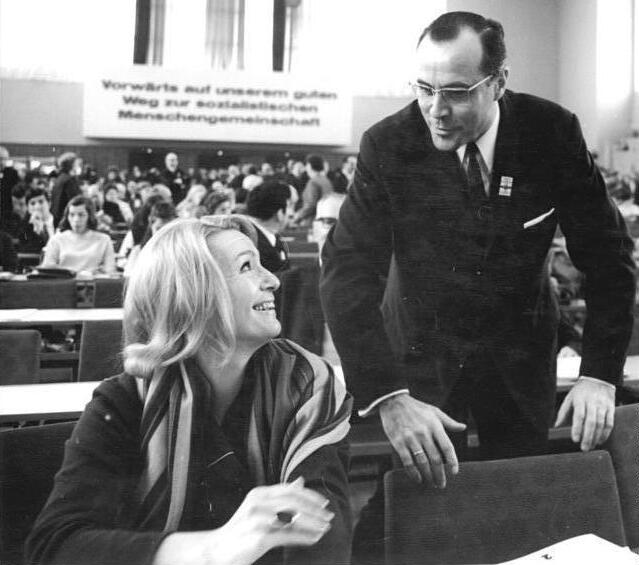
Karl-Heinz Wirzberger am 21. März 1969 in Berlin im Gespräch mit Inge Keller

Karl-Heinz Wirzberger (* 2. Juni 1925 in Grüneberg, heute Löwenberger Land; † 23. April 1976 in Berlin) war ein deutscher Amerikanist. Der Professor für Anglistik war von 1967 bis 1976 Rektor der Humboldt-Universität zu Berlin und Abgeordneter der Volkskammer der DDR.

## Leben
Der Sohn eines Angestellten trat nach dem Abitur an der Dorotheenstädtischen Realschule in Berlin beantragte am 26. Januar 1943 die Aufnahme in die NSDAP und wurde zum 20. April desselben Jahres aufgenommen (Mitgliedsnummer 9.500.626). Von 1943 bis Kriegsende diente Wirzberger in der Kriegsmarine.

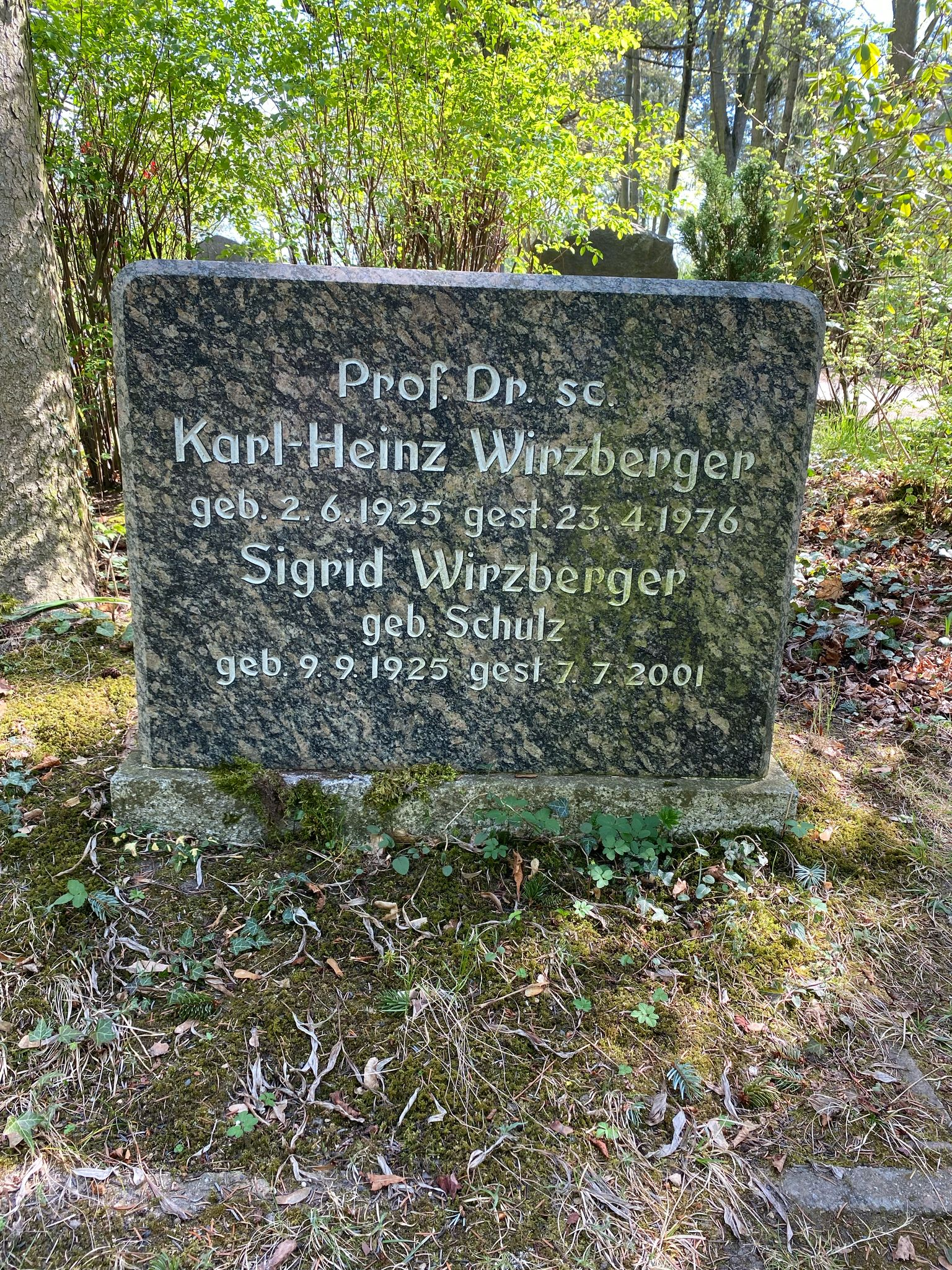
Grabstätte auf dem Zentralfriedhof Friedrichsfelde

Im ersten Nachkriegssemester im Januar 1946 nahm er an der Berliner Humboldt-Universität das Studium der Amerikanistik und auch Slawistik sowie Germanistik auf. Anschließend arbeitete er ab 1951 als Assistent bei Georg Kartzke und promovierte über Die Entwicklung der amerikanischen Short-story. Aufstieg und Formauflösung. Im Jahr 1951 wurde er Mitglied des FDGB. 1954 folgte die Habilitation über Theodore Dreisers Prosawerk. Ab 1958 Professor, übernahm Wirzberger nach dem Tode Georg Kartzkes den Lehrstuhl für Amerikanistik. Von 1960 bis 1963 war er Vorsitzender der Gewerkschaftsleitung und Mitglied des akademischen Senats der Humboldt-Universität zu Berlin. Ab 1964 war er Mitglied des Zentralvorstandes der Gewerkschaft Wissenschaft.
1966 wurde er Dekan der Philosophischen Fakultät für Sprachen, Linguistik und Klassische Philologie. In der Nachfolge Heinz Sankes wurde Wirzberger 1967 Rektor der Humboldt-Universität. Ab 1969 war er stellvertretender Vorsitzender des Bezirksausschusses Berlin und Mitglied des Präsidiums des Nationalrates der Nationalen Front der DDR.
Im selben Jahr wurde er Mitglied der Akademie der Wissenschaften der DDR. Ab November 1971 war er als Mitglied der FDGB-Fraktion Berliner Vertreter in der Volkskammer der DDR, stellvertretender Vorsitzender der Interparlamentarischen Gruppe der DDR und Mitglied des Volkskammerausschusses für Kultur. Wirzberger wurde 1971 Kandidat und im Jahr darauf Mitglied der SED. Erkrankt, übergab er am 30. März 1976 das Rektorenamt an Helmut Klein. 
Wirzberger war verheiratet  mit Sigrid, geb. Schulz (1925–2001). Beide fanden ihre letzte Ruhe auf dem Zentralfriedhof Friedrichsfelde in Berlin. Die Grabstätte ist verwaist.

## Auszeichnungen
- 1960 Verdienstmedaille der DDR
- 1961 Fritz-Heckert-Medaille
- 1969 Vaterländischer Verdienstorden in Silber und 1976 in Gold[3]
- 1974 Verdienstmedaille der Nationalen Volksarmee in Gold[4]

## Werke (Auswahl)
- Die Romane Theodore Dreisers. Deutscher Verlag der Wissenschaften, Berlin 1955
- Abriß der Geschichte der amerikanischen Literatur vom Ersten Weltkrieg bis zur Gegenwart. Pädagogische Hochschule Potsdam 1966
- Probleme der Bürgerrechtsbewegung in der amerikanischen Prosaliteratur der Gegenwart. Akademie-Verlag, Berlin 1967
- zusammen mit Karl-Heinz Schönfelder: Literatur der USA im Überblick. Von den Anfängen bis zur Gegenwart. Reclam, Leipzig 1977. 552 Seiten
- Von Cooper bis O’Neill. Beiträge zur USA-Literatur. Akademie-Verlag, Berlin 1979. 246 Seiten